# Les Enfants du silence (pièce de théâtre)
Pour l’article homonyme, voir Les Enfants du silence.
Les Enfants du silence (Children of a Lesser God) est une pièce de théâtre américaine de Mark Medoff (en) parue en 1980, adaptée en français par Jean Dalric et Jacques Collard et mise en scène par Jean Dalric et Levent Beskardes.

## Argument
Une jeune femme sourde, Sarah, tombe amoureuse du professeur entendant, Jacques Leeds, et lui fait comprendre que son monde est loin de ce qu'il ne peut imaginer. Elle refuse de lire sur les lèvres des entendants pour préserver sa propre identité de sourde.

## Fiche technique
- Mise en scène : Jean Dalric et Levent Beskardes
- Assistant : Djamel Guesmi
- Mimographie : Joël Chalude
- Lumières : François Martineau
- Costumes : Anie Balestra
- Régisseurs : Dominique Sellier et Guillaume Pierre
- Bruiteur : Louis Amiel
- Attaché de presse : Marie-Hélène Brian
- Administrateur de production : Emmanuel de Sablet
- Genre : Comédie dramatique
- Année : 1993
- Pays :  France

## Distribution
- Emmanuelle Laborit : Sarah Norman
- Jean Dalric : Jacques Leeds
- Joël Chalude : Denis (en alternance)
- Benoît Cassard : Denis (en alternance)
- Daniel Bremont : Mr Franklin
- Nadine Basile : La mère de Sarah Norman
- Fanny Druilhe : Lydia
- Anie Balestra : Edna Klein

## Remarques
- Emmanuelle Laborit, Joël Chalude et Fanny Druilhe sont réellement sourds.
- Il s'agit d'une adaptation de la pièce de théâtre américaine, écrite par Mark Medoff, Children of a Lesser God en 1980.
- Il existe également une version américaine au cinéma, Les Enfants du silence, réalisée par Randa Haines et sortie en 1986.

## Récompenses
Lors de la septième Nuit des Molières 1993 :
- Révélation théâtrale féminine : Emmanuelle Laborit[1]
- Meilleur adaptateur d'une pièce étrangère : Jean Dalric et Jacques Collard